# Nuorttanaste
Nuorttanaste (сев.-саам.) (рус. Восточная Звезда) — христианская саамская газета, выходящая в Норвегии на северносаамском языке.
Газета была основана Густавом Лундом в 1898 году и выходила с регулярностью раз в месяц. Помимо материалов религиозной тематики, в газете публикуются новости и объявления.
В настоящее время газета выходит в свет под протекторатом Свободной евангелическо-лютеранской церкви Норвегии одиннадцать раз в год.